# 남양주 불암사 목조석가여래좌상
남양주 불암사 목조석가여래좌상(南楊州 佛庵寺 木造釋迦如來坐像)은 대한민국 경기도 남양주시 별내동, 불암사에 있는 조선의 불상이다. 2018년 9월 11일 경기도의 유형문화재로 지정 예고를 거쳐, 2018년 12월 19일 경기도의 유형문화재 제348호로 지정되었다.

## 지정 사유
불상을 조성한 조각승은 알 수 없으나, 1743년의 개금기가 전하고 있어 대략 조선 후기 17세기 무렵 제작된 것으로 추정된다.
17세기 불교조각의 특징을 잘 갖추고 있고 1743년의 중수개금 당시 화평옹주가 시주자로 참여하였다는 점에서 왕실불사 연구와 관련하여 조선시대 불교조각사 연구에 중요한 학술적 가치를 지닌다.

## 같이 보기
- 불암사

## 참고 문헌
- 남양주 불암사 목조석가여래좌상 - 국가유산청 국가유산포털